# Marina Rochtcha (métro de Moscou, ligne Lioublinsko-Dmitrovskaïa)
Marina Rochtcha (en russe : Ма́рьина ро́ща et en anglais : Maryina Roshcha) est une station de la ligne Lioublinsko-Dmitrovskaïa (ligne 10 verte) du métro de Moscou, située sur le territoire du raïon Marina Rochtcha dans le district administratif nord-est de Moscou.

## Situation sur le réseau
Établie en souterrain, à 60 mètres sous le niveau du sol, la station Marina Rochtcha est située au point 54+13,532 de la ligne Lioublinsko-Dmitrovskaïa (ligne 10 verte), entre les stations Boutyrskaïa (en direction de Petrovsko-Razoumovskaïa) et Dostoïevskaïa (en direction de Ziablikovo).